# 韩国图书馆

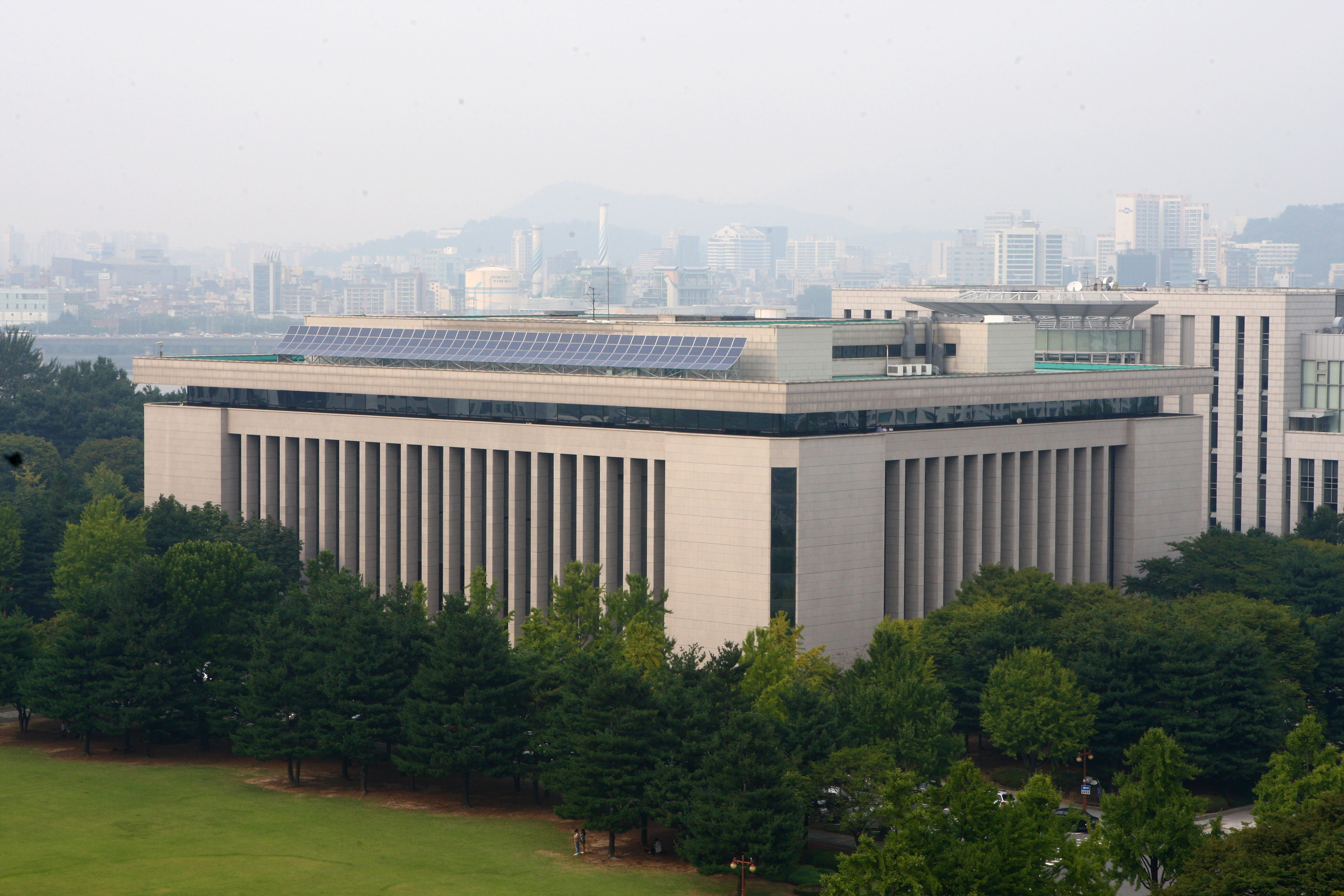
韩国国会图书馆

韩国图书馆泛指位于韩国境内的图书馆。按隶属机构的不同，韩国图书馆可分为国立图书馆、公立图书馆和私立图书馆三种。按建馆目的不同，韩国图书馆亦可分为公共图书馆、大学图书馆、学校图书馆和专门图书馆。
韩国图书馆事业原由文教部管理，1991年起改为文化部管理。韩国图书馆协会是韩国图书馆事业的社团法人:72。

## 历史

### 三国时代
韩国图书馆的最初形态出现在朝鲜三国时代。公元372年（小兽林王2年），高句丽设立“太学”并建有图书馆功能的“扃堂”。佛教传入朝鲜半岛后，寺院与僧房也承担起储藏经书的作用。682年（神武王2年），新罗设立“国学”，汉学五经三史和各种子类、集类的图书归类形式也被一同引入朝鲜半岛。:前言1

### 高丽王朝
高丽王朝时期，图书馆在朝鲜半岛更为成型。建国初期，高丽设置了“秘书阁”与“秘书省”，分别掌管王宫内、外的图书。设在宫外的秘书省还管理图书的印刷与版本。990年（成宗11年），高丽在西京（今平壤）设立兼具学术图书馆和国立大学图书馆性质的“修书院”。992年，成宗又设立具有当今国立大学性质的“国子监”，并成立为国子监印制教材的“书籍铺”。这一功能与现代大学图书馆出版教科书是一样的。
随着高丽佛教的兴盛，大的寺庙设立雕刻、保存经板、佛书的经板阁或藏经阁。其中著名的高丽大藏经至今仍保存在海印寺藏经阁。

### 朝鲜王朝

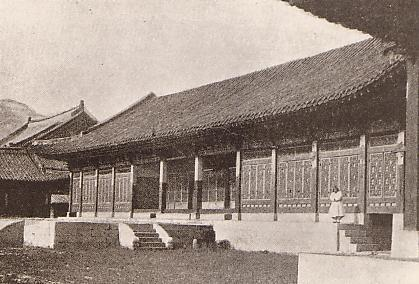
1910年的奎章阁

朝鲜王朝时期，世宗设置集贤殿整理收藏历代文献，并按经、史、子、集四部分类法编制文献目录。1428年（世宗10年），朝鲜又建藏书阁，以应对数目不断增长的藏书。此外，世宗在高丽时期的春秋馆和文艺馆基础上完善了史库，整理编纂朝鲜王朝历代君主的《实录》，并收藏于专门的史库中。世祖时期，朝鲜设立弘文馆后承担起集贤殿的职能。:前言1-2
1776年3月，朝鲜王室图书馆奎章阁在昌德宫北苑正式成立。奎章阁是个独立的图书馆机构，由内阁和外阁构成。内阁设有文院、奉谟堂、移安阁（书香阁）、阅古观、四库等设施。外阁设有校书馆和江华外阁。奎章阁收藏着朝鲜历代写真、御制、顾命、遗话、密教等，是朝鲜王朝名副其实的王室图书馆，在朝鲜半岛图书馆历史上占有重要地位。定祖五年，奎章阁的藏书量达到4万余卷。日占时期，奎章阁隶属于朝鲜总督府和京城帝国大学。解放后，奎章阁成为首尔大学的图书馆。:前言2
朝鲜王朝的成均馆是续三国时期太学、高丽国学、国子监之后的国立大学。1475年（成宗6年），成均馆设立相当于现代大学图书馆的尊经阁。尊经阁以100套四书五经为基本藏书，总藏书量达万册，并设有司艺和学正的图书出纳官。高丽时期的乡校，在朝鲜王朝时期得到延续。诸多乡校设有图书馆功能的私学书院。:前言2-3

### 近代
近代，西式图书馆的概念传入朝鲜半岛，大多以“某某府”、“某某库”、“某某堂”等命名。1901年，具有公共图书馆性质的釜山读书俱乐部（今釜山廣域市立市民圖書館前身）成立，开启朝鲜半岛近代图书馆的历史。1906年，供普通市民使用的“大同书观”私立图书馆在平壤成立。同年，李范九、李根湘、尹致昊等人受谕旨成立“韩国图书馆”。“图书馆”一词首次在朝鲜半岛使用。1910年，韩国图书馆移交至宗正府，成为“大韩图书馆”，作为首个国立图书馆，供市民使用。日本吞并朝鲜半岛后，大韩图书馆的10万卷藏书在1911年5月被总督府审讯局没收。:前言3
1919年，李范升在塔洞公园一角成立私立“京城图书馆”。1926年，京城图书馆被移交京城府，成为京城府立图书馆钟路分馆。韩国光复后，该图书馆成为首尔市立钟路图书馆。1922年，日本人在朝鲜半岛成立铁道图书馆。1923年，日本在朝鲜半岛成立“朝鲜教育会”，后成立具有中央图书馆性质的朝鲜总督府图书馆。1931年，金仁贞女士为纪念自己60大寿在平壤成立了私立公共仁贞图书馆。这是朝鲜半岛历史首个由女性建立的公共图书馆。朝鲜日占时期期间，京城帝国大学、延喜、梨花女子等高校也设有大学图书馆。在1945年光复前，朝鲜半岛共有46座图书馆分布在各个行政道。

### 现代
1945年8月15日日本无条件投降后，朝鲜总督府图书馆被接管。同年10月，朝鲜图书馆协会（今图书馆协会）成立。10月15日，韩国国立图书馆（今国立中央图书馆）在改制后的原朝鲜总督府图书馆基础上开馆。李在郁和朴奉石分别担任馆长和副馆长。1946年，图书馆内部成立培训现职图书员的朝鲜图书馆学校。:前言4

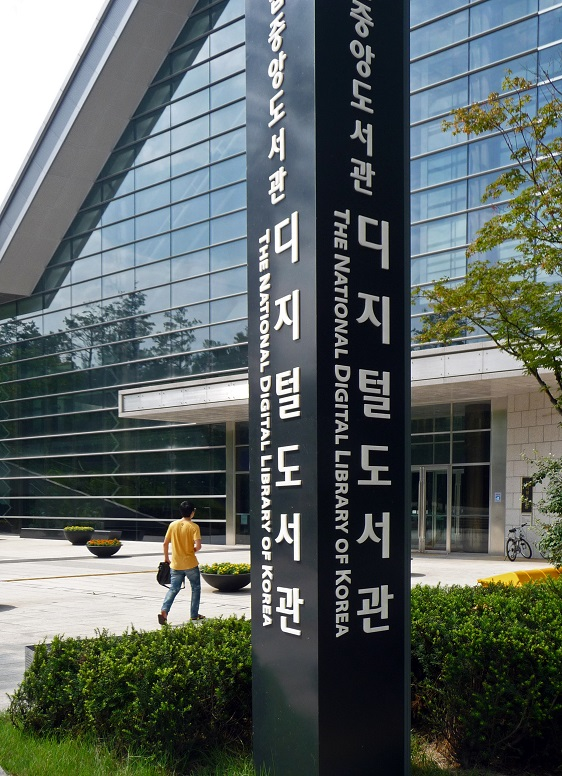
国立中央图书馆数字图书馆

1950年朝鲜战争爆发后，国立图书馆和首尔的各图书馆被搬至釜山。首尔大学图书馆则被搬到庆尚南道道厅。朝鲜战争期间，大多数的图书馆都被关闭，交通图书馆、春川图书馆、全州市民图书馆等在战火中全毁，主要大学图书馆的馆舍和收藏也损失严重。不过未受战火洗劫的釜山市立图书馆、庆州市立图书馆、镇海海军士官学校图书馆仍正常开放。此外，战争期间韩国还新成立了国会图书馆、陆军大学图书馆和陆军士官学校图书馆。:前言4
朝鲜战争结束后，国立图书馆还都，韩国的图书馆事业也开始逐步恢复。1955年，朝鲜图书馆协会更名为韩国图书馆协会，积极推动图书馆各项事业的发展。延世大学（1957年）、梨花女子大学（1959年）、中央大學（1963年）、成均馆大学（1964年）、庆北大学（1973年）等纷纷开设培养图书馆专门人才的专业。1960年，原图书馆协会秘书长严大燮倡导建立“乡村文库振兴会”，推动乡村图书馆的建设。截至1979年，35000个行政面和洞建立了35011个乡村文库。:前言4-5
在图书馆协会的推动下，韩国于1963年颁布《图书馆法》。国立图书馆升级为国立中央图书馆。为更好地实施《图书馆法》，韩国先后于1965年和1966年颁布《图书馆法实施令》和《图书馆法实施规则》。各图书馆机构在图书馆协会的推动下陆续出版发行《韩国十进分类法》、《韩国目录规则》。1987年，韩国修订《图书馆法》，并根据新修订的《图书馆法》于1989年成立隶属于文教部的首个图书馆发展政策性机构“图书馆发展委员会”。1991年韩国制定《图书馆振兴法》取代《图书馆法》后，图书馆隶属部门由教育部改为新成立的文化部:前言4-5。
1994年，《图书馆振兴法》被《图书馆及读书振兴法》取代。新的《图书馆及读书振兴法》放宽了对公共图书馆馆舍和藏书的要求:83。1996年，数字图书馆成为国家IT基础建设的一部分，并于1997年为此专门成立韩国研究信息中心（KRIC）。2000年，时任韩国总统金大中在国务会议上提出建设“国家数字图书馆”，以满足21世纪数字化的需求。2005年5月25日，国立中央图书馆数字图书馆正式开馆。
2006年，《图书馆及读书振兴法》被重新更名为《图书馆法》。相关读书振兴的条款也被删除:87。根据新的《图书馆法》，韩国每五年制定一个“图书馆综合发展计划”。2008年8月7日，韩国制定发表了首个“图书馆综合发展计划（2009-2013）”:146。

## 种类

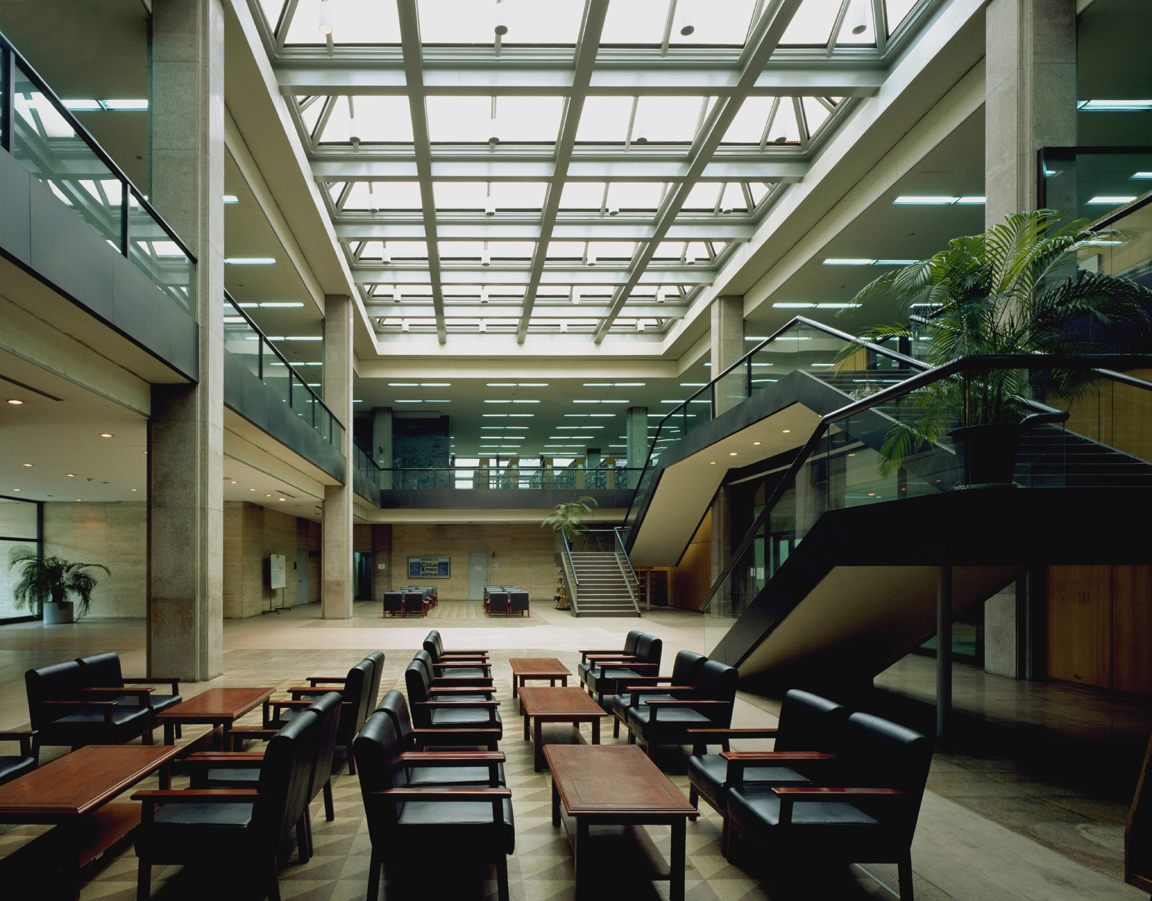
韩国陆军士官学校图书馆内部

根据隶属机构，韩国图书馆可分为国立图书馆、公立图书馆和私立图书馆三种。国立图书馆包括韩国国立图书馆（文化体育观光部）、国会图书馆（韩国国会）、法院图书馆（大法院）。公立图书馆为韩国各地方的道立、市立、郡立、邑立、面立图书馆。私立图书馆是由法人、团体和个人建立运营的图书馆。:1
根据建馆目的，韩国图书馆可分为公共图书馆、大学图书馆、学校图书馆和专门图书馆。公共图书馆包括小型图书馆、残疾人图书馆、医院图书馆、兵营图书馆、监狱图书馆、儿童图书馆等。大学图书馆为各国立、公立和私立大学的图书馆。学校图书馆为高中、中学、小学教师、学生和员工建立的图书馆。专门图书馆是研究机构、金融机构、企业团体、通讯机构等设立的特定领域专业图书馆。专门图书馆不仅对内开放，也可以对普通民众开放。:1-38

## 相关法律
- 《图书馆法》（1963年）及其《图书馆法实施令》（1965年）和《图书馆法实施规则》（1966年）。1991年，《图书馆法》被《图书馆振兴法》取代。1994年，《图书馆振兴法》被《图书馆及读书振兴法》取代。2006年，《图书馆及读书振兴法》重新改名为《图书馆法》。[5]
- 《国会图书馆法》（1963年）及《国会图书馆组织机构》（1964年）[1]:111。
- 《学校图书馆振兴法》（2007年）及《学校图书馆振兴法实施令》（2008年）[1]:141-142
- 《小型图书馆振兴法》（2012年）及《小型图书馆振兴法实施令》（2012年）[1]:139-140
- 《大学图书馆振兴法》（2015年）及《大学图书馆振兴法实施令》（2015年）[1]:144-145

## 主要图书馆
- 国立中央图书馆
- 国会图书馆
- 法院图书馆